# Opactwo Cystersów w Rudach

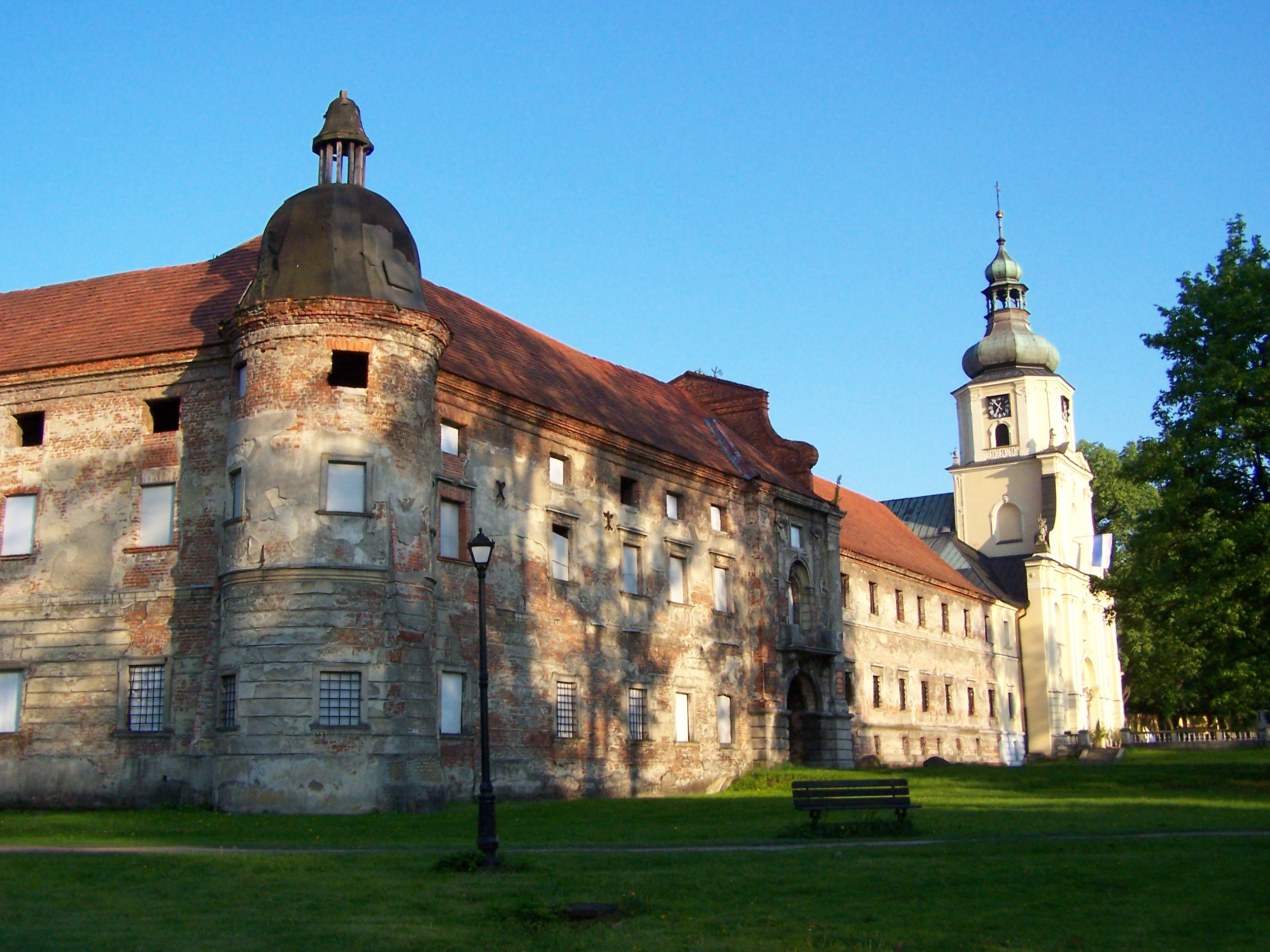
Budynek klasztorny opactwa w Rudach przed renowacją

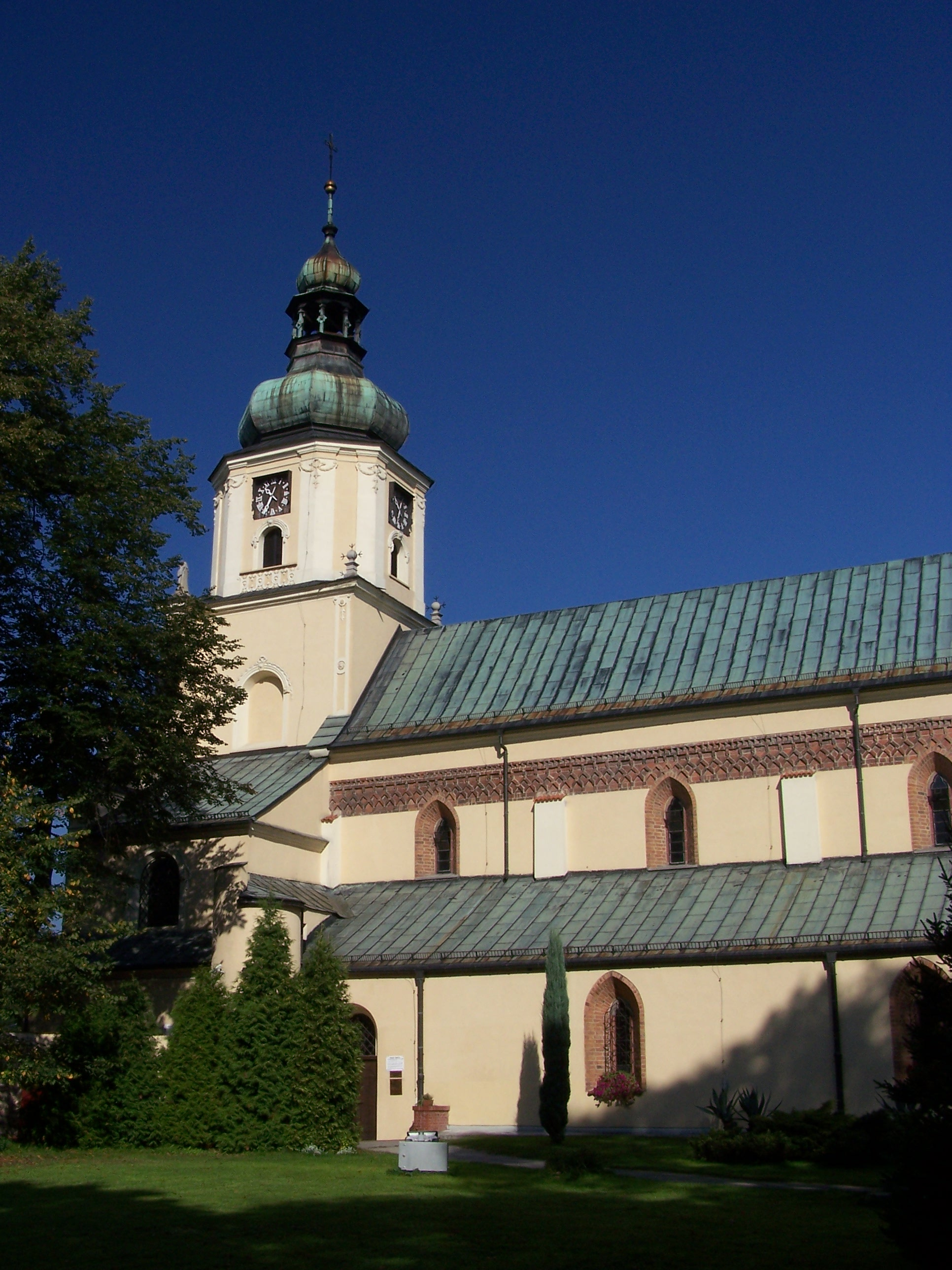
Południowa fasada kościoła klasztornego

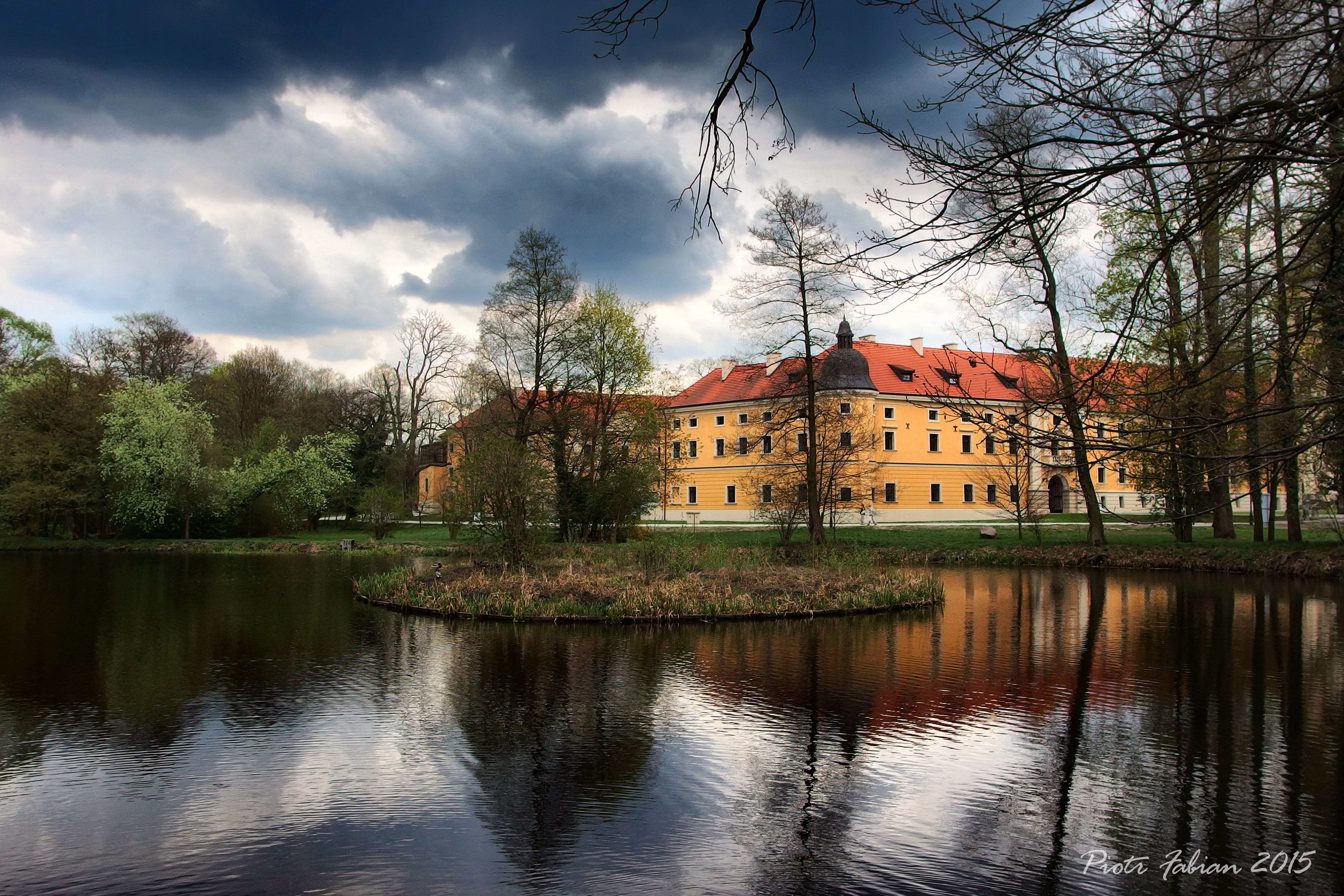
Widok ogólny

Opactwo Cystersów w Rudach (niem. Zisterzienserkloster Groß Rauden) – romańsko–gotyckie opactwo w Rudach w powiecie raciborskim, w województwie śląskim. Współcześnie opactwo, będąc własnością diecezji gliwickiej, funkcjonuje jako Pocysterski Zespół Klasztorno-Pałacowy, łącząc w sobie Sanktuarium Matki Boskiej Pokornej oraz Ośrodek Formacyjno-Edukacyjny Diecezji Gliwickiej. Obiekt znajduje się na Szlaku Cysterskim.

## Historia

### Początki opactwa
Plany założenia klasztoru na tych terenach pojawiały się już w 1238. Pierwotnie klasztor miał być ulokowany w Woszczycach, jednak po przeprowadzeniu wizytacji tych terenów z lokacji zrezygnowano. Wpływ na ten fakt mógł mieć również najazd mongolski w 1241. W połowie wieku do pomysłu powrócono, wpisując go w proces rozwoju cywilizacyjnego Śląska. Jednym z jego animatorów był książę opolski Władysław, który nadał prawa miejskie szeregowi miejscowości (między innymi dla Gliwic i Bytomia) oraz był fundatorem kilku klasztorów. Około 1253 sprowadził do Rud cystersów z Jędrzejowa (dokładna data fundacji nie jest znana, a pierwszy dokument pochodzi z 1258) i nadał im w uposażeniu siedem okolicznych wsi. Granice posiadłości klasztornych zostały określone zasadą odległości trzech mil od: Gliwic, Raciborza i Koźla. W herbie rudzkiego opactwa umieszczono litery MORS, które symboliką nawiązywały do klasztoru macierzystego, czyli francuskiego Morimond. Po trzydziestu latach funkcjonowania opactwo rudzkie dało początek drugiemu klasztorowi cysterskiemu na Górnym Śląsku w Jemielnicy.

### Rozkwit i lata świetności
Sprawna i zaradna gospodarka cystersów w Rudach od początku ich obecności sprawiła, że w krótkim czasie założyli oni osiem nowych wsi, prowadzili uporządkowaną gospodarkę rolną, kolonizując dzikie jak dotąd tereny. Zajmowali się piwowarstwem, bartnictwem, a także produkcją węgla drzewnego i smoły drzewnej. W dolinie rzeki Rudy założyli stawy, w których prowadzili hodowlę ryb. Wybudowali system tam i kanałów, dzięki którym funkcjonowały huty żelaza, miedzi i szkła. Szeroko zakrojona działalność gospodarcza wpływała na przeobrażanie krajobrazu, ale również zasilała klasztorny skarbiec.
Centrum życia zakonnego stanowił kościół pod wezwaniem Wniebowzięcia Najświętszej Marii Panny. Budowę kościoła ukończono na początku XIV wieku. Uznawany jest za najstarsze sanktuarium maryjne na Śląsku. Rzesze pielgrzymów przybywały tu przede wszystkim ze względu na słynący łaskami obraz Matki Boskiej Pokornej. Obraz pochodzi z XV wieku i jest prawdopodobnie kopią ikony, którą przywiozła księżniczka bułgarska Wiola, żona księcia Kazimierza i w 1228 przekazała cystersom.
Opactwo w Rudach było również ośrodkiem edukacyjnym i oświatowym. W XIV uruchomiono pierwszą szkołę przy klasztorze, której celem było przygotowanie chłopców do życia zakonnego i kapłaństwa. Później szkoła klasztorna przekształcona została w gimnazjum, prawdopodobnie pierwsze na Śląsku. Od 1765 przez 11 lat przy opactwie działała wyższa uczelnia, przygotowująca kandydatów na nauczycieli. Prowadzono również kurs filozoficzny, który ukończyło ponad dwa tysiące absolwentów, a ponad pół tysiąca z nich zostało duchownymi.
Pozycja klasztoru i jego opatów na Śląsku szybko rosła. W 1510 opat Mikołaj IV uzyskał od papieża prawo noszenia insygniów pontyfikalnych. Był to jednocześnie ostatni opat, który został wybrany przy współudziale konwentu w Jędrzejowie. Ze względu na dekret cesarski z 1585 zabraniający cudzoziemcom dostępu do stanowiska opata, związki z macierzystym opactwem zostały całkowicie zerwane. W 1616 roku klasztor w Rudach wraz z opactwem z Jemielnicy dołączyły do opactw dolnośląskich, które już wcześniej zostały włączone do czeskiej prowincji zakonnej. W 1651 opactwa utworzyły odrębną prowincję śląską.
Okresy świetności klasztoru były zakłócane, podobnie jak w innych śląskich klasztorach, zawieruchami wojennymi. Lata kryzysu przyniosły wojny husyckie w pierwszej połowie XV wieku. Najazdy husytów i taborytów skutkowały niszczeniem mienia i grabieniem majątku. Trudny okres dla klasztoru to również lata reformacji. Mnisi przyjmując nauki Lutra opuszczali klasztor, zabierali z sobą co cenniejsze rzeczy. Kolejnym wyzwaniem były trudy wojny trzydziestoletniej. Klasztor był kilkakrotnie plądrowany i obciążany kontrybucjami. W 1625 liczba członków miejscowego konwentu spadła do pięciu. 
Po zakończeniu wojny dla klasztoru nadeszły lepsze lata związane z postaciami opata Andreasa Emanuela Pospela i jego następców. Przebudowano klasztor i kościół nadając mu barokowy charakter. Zgromadzono znaczną bibliotekę klasztorną. Z tego okresu pochodzi również kaplica Najświętszej Marii Panny, w której umieszczono słynący łaskami obraz Matki Boskiej. Na północ od klasztoru wzniesiono pałac opacki. W latach 1785–1790 przeprowadzono kompleksową modernizację wystroju świątyni. Było to ostatnie przedsięwzięcie cystersów rudzkich przed sekularyzacją.

### Sekularyzacja i okres książęcy
Na początku XIX wieku opactwo rudzkie podzieliło los opactw śląskich. 26 listopada 1810 roku królewski komisarz odczytał w Rudach edykt sekularyzacyjny, zamykający ponad pięćsetletnią historię opactwa. W momencie ogłoszenia edyktu klasztor zamieszkiwało trzydziestu dwóch mnichów. Nakazano im natychmiastowe opuszczenie klasztoru. Część z nich pozostała w klasztorze jeszcze przez kilka lat obsługując parafię, która została utworzona w miejsce klasztoru. Ostatni cysters z Rud zmarł w roku 1856 w Cyprzanowie, gdzie pełnił funkcję proboszcza. W momencie sekularyzacji biblioteka klasztorna liczyła ponad 10 tysięcy woluminów. Zostały one rozparcelowane po śląskich bibliotekach, a część przekazano na makulaturę.
Po sekularyzacji dobra klasztorne zostały przekazane pruskiemu ministrowi Wilhelmowi Ludwigowi Georgowi zu Sayn-Wittgenstein. Przez dwa lata funkcjonował w nich szpital wojskowy, w którym przebywali między innymi śląscy żołnierze oddziałów ochotniczych, którzy ucierpieli w walkach z armią Napoleona. W 1820 budynki klasztorne otrzymał od rządu pruskiego landgraf Wiktor Amadeusz z Hesji-Rotenburga, a po jego bezpotomnej śmierci siostrzeniec jego żony – Wiktor von Hohenlohe-Waldenburg-Schillingsfürst. Otrzymał on od króla pruskiego Wilhelma IV tytuł księcia oraz prawo do używania tytułu księcia raciborskiego (von Ratibor). Klasztor rudzki stał się w ten sposób siedzibą pierwszego księcia raciborskiego, który rozpoczął przebudowę klasztoru na rezydencję magnacką. Szczególnym zmianom poddane zostało otoczenie klasztoru, wokół którego wytyczono park i wyburzono część budynków gospodarczych. Po przebudowie pałac w Rudach miał 120 sal, gabinetów, pokoi gościnnych z łazienkami, buduarów i innych pomieszczeń. Kolejni właściciele Rud to potomkowie pierwszego właściciela, otrzymujący pałac drogą dziedziczenia. Dobra rudzkie pozostały w rękach rodu von Ratibor do 1945.
W styczniu 1945 kościół oraz pałac zostały poważnie zniszczone i spalone przez wojska sowieckie. Pożar zniszczył pałac, a w kościele naruszył główne elementy konstrukcyjne. W ich wyniku zawaliły się główny filar oraz część sklepień. Po wojnie odbudowano kościół, a zgliszcza pałacu zostały jedynie zabezpieczone przed zawaleniem. 

### Okres powojenny i czasy współczesne
Odbudowa kompleksu pocysterskiego w Rudach w pierwszych latach po wojnie przebiegała wolno i mało skutecznie. W 1950 zakończono odbudowę kościoła podczas której odsłonięto spod stiuków z XVIII wieku ceglany wątek murów. W latach 70. uporządkowano i odgruzowano część opactwa. W latach 1989–1992 przeprowadzono remont kaplicy z obrazem Matki Boskiej Rudzkiej oraz odnowiono fresk w kopule kaplicy Świętego Krzyża. W 1998 obiekt przekazano na własność diecezji gliwickiej. Rozpoczęto intensywną odbudowę i remont pomieszczeń klasztorno-pałacowych. Pierwszy etap tej rekonstrukcji zakończono w 2008. Rok później utworzono Ośrodek Formacyjno-Edukacyjny Diecezji Gliwickiej. Prowadzone były też prace nad uporządkowaniem i odtworzeniem parku przyklasztornego, który służy jako teren rekreacyjny dla okolicznych mieszkańców, wchodząc w skład utworzonego w 1993 Parku Krajobrazowego „Cysterskie Kompozycje Krajobrazowe Rud Wielkich”.
Przekazanie obiektu diecezji gliwickiej ożywiło również religijny charakter tego miejsca. W 1995 biskup gliwicki Jan Wieczorek podniósł kościół w Rudach do rangi diecezjalnego Sanktuarium Matki Boskiej Pokornej, w roku 2000 ukoronowano cudowny obraz papieskimi koronami, a w 2009 Benedykt XVI podniósł kościół klasztorny do rangi bazyliki mniejszej.

## Zabytki

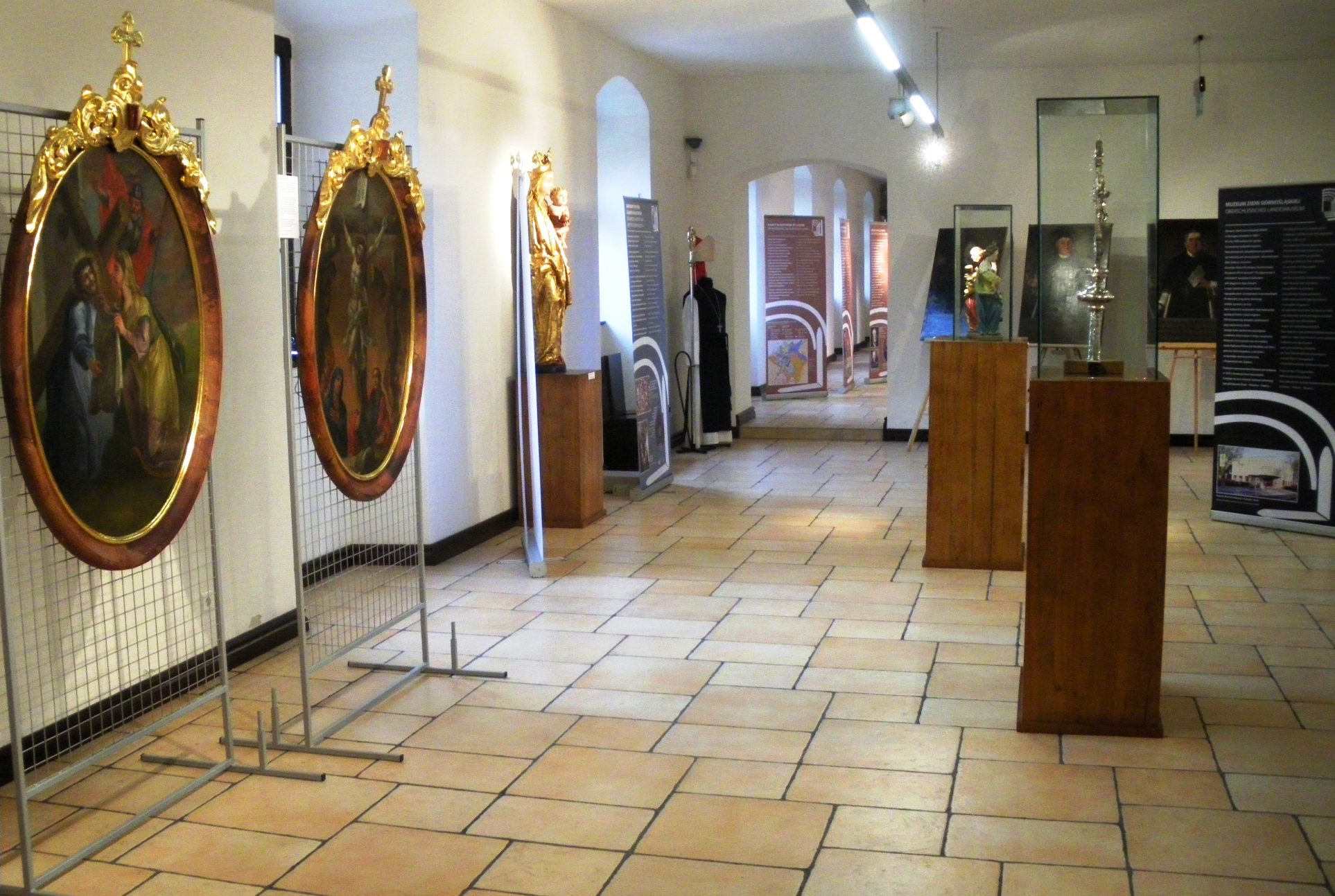
Sala wystawowa wewnątrz odrestaurowanego klasztoru

Zespół klasztorny cystersów wpisany został do rejestru zabytków. W rejestrze znajdują się:
- kościół pod wezwaniem Wniebowzięcia NMP z III ćwierci XIII wieku, przebudowywany w latach 1671–1685, w XVIII wieku i po 1945 (nr rej.: A/1644/97 z 15 grudnia 1997),
- klasztor, później pałac z III ćwierci XIII wieku, przebudowywany w II połowie XVII, w XVIII, w latach 1849–1852 oraz w XX wieku (nr rej.: A/1643/97 z 15 grudnia 1997),
- park z połowy XVII wieku (nr rej.: A/1643/97 z 15 grudnia 1997).

### Kościół klasztorny
Kościół poklasztorny, obecnie bazylika mniejsza pod wezwaniem Wniebowzięcia Najświętszej Marii Panny pełni funkcję diecezjalnego Sanktuarium Matki Boskiej Pokornej. Kościół wybudowano w stylu gotyckim w początkach istnienia opactwa. Jest to świątynia zbudowana na planie krzyża łacińskiego, bez wieży, orientowana, trójnawowa o przęsłach nakrytych sklepieniami krzyżowo-żebrowymi. Do kościoła przylega od południowej strony kaplica maryjna mieszcząca słynący łaskami obraz Matki Boskiej Rudzkiej. Wyposażenie kościoła bardzo bogate do II wojny światowej zostało w znacznej mierze zniszczone w czasie pożaru w 1945.  
W kościele oprócz będącego głównym celem pielgrzymek obrazu znajdują się relikwie św. Walentego oraz relikwie św. Krzyża. W kruchcie, pod którą znajduje się krypta książąt raciborskich z rodu Hohenlohe-Schillingsfürst można zobaczyć piękny, XIX-wieczny żeliwny sarkofag księcia Wiktora i jego żony.
Obecnie czynione są starania o wpisanie obiektu na Listę Światowego Dziedzictwa Kulturowego i Przyrodniczego Ludzkości UNESCO. 

### Zabudowania klasztorne
Zabudowania klasztorne, przekształcone w XIX wieku w rezydencję pałacową przylegają do kościoła klasztornego. Zniszczone w czasie pożaru powoli odzyskują dawny blask. W pomieszczeniach mieści się Ośrodek Formacyjno-Edukacyjny, organizowane są wystawy i spotkania. Z obiektów przyklasztornych zachowały się dwa budynki gospodarcze (wśród nich obecna plebania), mur ogrodzenia biegnący wzdłuż głównej alei dojazdowej do kościoła oraz kamienna figura św. Jana Nepomucena z 1724 r.